# Laurent Jaffro
Laurent Jaffro (né en 1963 à Clermont-Ferrand) est un philosophe français, professeur de philosophie morale à l'Université Paris-1 Panthéon-Sorbonne. Ses travaux portent en particulier sur la philosophie morale britannique du XVIIIe siècle. Il est aussi l'auteur de quelques textes littéraires.

## Parcours
Laurent Jaffro a été élève à l'École normale supérieure dans les années 1984-1988. Il obtenu une licence et une maîtrise de philosophie à l'université Paris 4-Sorbonne en 1985, puis un diplôme d'études approfondies en histoire de la philosophie ancienne dans la même université en 1986. Reçu à l'agrégation de philosophie en 1986, il a enseigné au lycée naval de Brest dans le cadre de son service national. Devenu docteur en philosophie de l'université Paris 10-Nanterre en 1994 (sa thèse portait sur "Shaftesbury et l'art d'écrire dans la philosophie morale"), après y avoir enseigné de 1989 à 1992, il a enseigné à l'IUFM d’Auvergne de 1993 à 1995.
Il a été élu maître de conférences de philosophie politique à l'université Paris 1-Panthéon-Sorbonne en 1995. De 2000 à 2005, il a été membre junior de l'Institut universitaire de France. En 2004, il est devenu professeur de philosophie à l'Université de Clermont 2, dont il a dirigé de 2006 à 2009 la Maison des sciences de l'homme. Depuis 2009, il est professeur de philosophie morale à l'université Paris 1 Panthéon-Sorbonne. Il a dirigé l'UFR de philosophie de cette université de 2012 à 2017.
Laurent Jaffro a également enseigné en 2005, 2006, 2008, 2017 et 2018 comme professeur invité à l'université de Neuchâtel, et en 2011 à Kobe College (Japon).
Il a aussi donné un cycle de cours au Collège Universitaire Français de Moscou (MGU Lomonossov) en 2017 et un autre au Collège Universitaire Français de Saint-Pétersbourg en 2018.
Il est directeur de la collection "Analyse et philosophie" à la Librairie philosophique J. Vrin.
En 2017, il est nommé pour cinq ans membre senior de l'Institut universitaire de France.
Depuis 2020, il est directeur éditorial de la Revue de métaphysique et de morale.
Depuis 2023, il est élu membre de l'Institut international de philosophie. La même année, il est élu président de l'Association des sociétés de philosophie de langue française (ASPLF).

## Choix de publications

### Ouvrages
- Libre cours, roman, Paris, Gallimard, 1987.
- Ethique de la communication et art d’écrire. Shaftesbury et les Lumières anglaises, essai, Paris, PUF, Fondements de la politique, 1998. Ouvrage distingué par le prix Saintour de l’Académie des sciences morales et politiques.
- Le Conclave du Chauvet, poèmes, Saint-Pourçain/Sioule, Bleu Autour, 1998. Dans Action poétique (155, 1999), Michelle Grangaud écrit à propos de cet ouvrage : "Le rire est bien fait pour s’allier avec la poésie. Le Conclave du Chauvet en est un excellent exemple."
- L'École désœuvrée. La nouvelle querelle scolaire, en collaboration avec Jean-Baptiste Rauzy, Paris, Flammarion, 1999. Ce livre donne lieu à un débat dans le quotidien Le Monde en septembre 1999[8].
- La Couleur du goût. Psychologie et esthétique au siècle de Hume, Paris, Vrin, coll. Essais d'art et de philosophie, 2019. Recensé par Jacques Morizot dans La Vie des idées en juin 2020[9].
- Le Miroir de la sympathie. Adam Smith et le sentimentalisme, Paris, Vrin, coll. Problèmes de la raison, 2024. Recensé par Roger-Pol Droit dans Le Monde en février 2024[10].

### Direction d'ouvrages collectifs
- Gradus Philosophique, un répertoire d'introductions méthodiques à la lecture des œuvres, dir. L. Jaffro et M. Labrune, Paris, GF-Flammarion, 1994.
- Figures du théologico-politique, éd. E. Cattin, L. Jaffro et A. Petit, Paris, Vrin, 1999.
- Le Sens moral. Une histoire de la philosophie morale de Locke à Kant, éd. L. Jaffro, Paris, PUF, coll. Débats philosophiques, 2000.
- Leo Strauss : Art d'écrire, politique, philosophie, éd. L. Jaffro, B. Frydman, E. Cattin et A. Petit, Paris, Vrin, coll. Tradition de la pensée classique, 2001.
- Les relations franco-anglaises aux XVIIe et XVIIIe siècles : périodiques et manuscrits clandestins, dir. L. Jaffro (introduction et conclusion), G. Artigas-Menant, A. McKenna, Paris, Presses de l'université Paris Sorbonne, La Lettre clandestine, 15, 2007.
- direction, avec Márcio Suzuki de Estrutura, Sistema, Subjetividade, dossier thématique de DoisPontos, 5, 1 (2008).
- direction, avec Geneviève Brykman et Claire Schwartz, de Berkeley's Alciphron. English Text and Essays in Interpretation, Hildesheim, Georg Olms Verlag, Europaea Memoria, 2010 (444 pages).
- Croit-on comme on veut ? Histoire d'une controverse, dir. L. Jaffro, Paris, Vrin, 2013.
- direction de Espace et esprit : autour de Newton, dossier thématique de la Revue philosophique de la France et de l'étranger, 139, 1 (2014).
- direction, avec Christophe Salvat, de Derek Parfit : des personnes aux raisons, dossier thématique de la Revue de métaphysique et de morale, 102, 2 (2019).
- direction, avec Pierre-Marie Morel, de Matière, plaisir, bonheur. En mémoire de Jean Salem, Paris, Honoré Champion, 2023[11].

### Éditions savantes et traductions
- Shaftesbury, Exercices (Askêmata), traduction, présentation et notes, sur le manuscrit autographe du Public Record Office, Paris, Aubier, Bibliothèque de philosophie, 1993.
- Manuel d’Épictète, trad. E. Cattin, introduction et postface par L. Jaffro, Paris, GF-Flammarion, 1997
- John Toland, La Constitution primitive de l'Église chrétienne / The Primitive Constitution of the Christian Church, précédé de L'ecclésiologie de John Toland par L. Jaffro, Paris, Honoré Champion, 2003.